# Broadway-Seventh Avenue Line
Broadway-Seventh Avenue Line és una línia de la Divisió A del Metro de Nova York, als Estats Units.

## Serveis
| Llegenda dels serveis                   | Llegenda dels serveis                               |
| --------------------------------------- | --------------------------------------------------- |
| Stops all times                         | Para tot el temps                                   |
| Stops all times except late nights      | Para sempre menys a altes hores de la nit           |
| Stops late nights only                  | Para només per la nit                               |
| Stops weekdays only                     | Para només entre setmana                            |
| Stops rush hours only                   | Para només hora punta                               |
| Stops rush hours in peak direction only | Para en hora punta en direcció zones congestionades |
| Detalls dels periodes de temps          |                                                     |

| Accessible PMR                                                                                  | Estacions                                         | Vies                                              | Serveis                                           | Obertura                                          | Transbords i notes |
| Inici amb tres vies; sense servei a la via exprés                                               | Inici amb tres vies; sense servei a la via exprés | Inici amb tres vies; sense servei a la via exprés | Inici amb tres vies; sense servei a la via exprés | Inici amb tres vies; sense servei a la via exprés | Inici amb tres vies; sense servei a la via exprés |
| ----------------------------------------------------------------------------------------------- | ------------------------------------------------- | ------------------------------------------------- | ------------------------------------------------- | ------------------------------------------------- | --- |
|                                                                                                 | Van Cortlandt Park-242nd Street                   | local                                             | 1                                                 | 1 d'agost, 1908                                   | |
|                                                                                                 | 238th Street                                      | local                                             | 1                                                 | 1 d'agost, 1908                                   | |
| Accessible PMR                                                                                  | 231st Street                                      | local                                             | 1                                                 | 27 de gener, 1907                                 | |
|                                                                                                 | Marble Hill-225th Street                          | local                                             | 1                                                 | 14 de gener, 1907                                 | Metro-North Railroad Hudson Line a Marble Hill |
| Broadway Bridge                                                                                 |                                                   |                                                   |                                                   |                                                   | |
|                                                                                                 | 215th Street                                      | local                                             | 1                                                 | 12 de març, 1906                                  | |
|                                                                                                 | 207th Street                                      | local                                             | 1                                                 | 12 de març, 1906                                  | |
| Acaba les vies exprés del centre                                                                |                                                   |                                                   |                                                   |                                                   | |
|                                                                                                 | Dyckman Street                                    |                                                   | 1                                                 | 12 de març, 1906                                  | |
|                                                                                                 | 191st Street                                      |                                                   | 1                                                 | 14 de gener, 1911                                 | |
|                                                                                                 | 181st Street                                      |                                                   | 1                                                 | 12 de març, 1906                                  | |
|                                                                                                 | 168th Street                                      |                                                   | 1                                                 | 14 d'abril, 1906                                  | Eighth Avenue Line (A C ) |
|                                                                                                 | 157th Street                                      |                                                   | 1                                                 | 12 de novembre, 1904                              | |
| Inici de vies exprés al centre (sense servei regular)                                           |                                                   |                                                   |                                                   |                                                   | |
|                                                                                                 | 145th Street                                      | local                                             | 1                                                 | 27 d'octubre, 1904                                | |
|                                                                                                 | 137th Street-City College                         | local                                             | 1                                                 | 27 d'octubre, 1904                                | |
|                                                                                                 | 125th Street                                      | local                                             | 1                                                 | 27 d'octubre, 1904                                | |
|                                                                                                 | 116th Street-Columbia University                  | local                                             | 1                                                 | 27 d'octubre, 1904                                | M60 autobús a l'aeroport LaGuardia |
|                                                                                                 | Cathedral Parkway-110th Street                    | local                                             | 1                                                 | 27 d'octubre, 1904                                | M60 autobús a l'aeroport LaGuardia |
|                                                                                                 | 103rd Street                                      | local                                             | 1                                                 | 27 d'octubre, 1904                                | |
| Fi vies exprés                                                                                  |                                                   |                                                   |                                                   |                                                   | |
| Lenox Avenue Line connexió amb vies exprés ()                                                   |                                                   |                                                   |                                                   |                                                   | |
|                                                                                                 | 96th Street                                       | all                                               | 1 2 3                                             | 27 d'octubre, 1904                                | |
|                                                                                                 | 91st Street                                       | local                                             |                                                   | 27 d'octubre, 1904                                | tancada des del 2 de febrer, 1959 |
|                                                                                                 | 86th Street                                       | local                                             | 1 2                                               | 27 d'octubre, 1904                                | |
|                                                                                                 | 79th Street                                       | local                                             | 1 2                                               | 27 d'octubre, 1904                                | |
| Accessible PMR                                                                                  | 72nd Street                                       | all                                               | 1 2 3                                             | 27 d'octubre, 1904                                | |
| Accessible PMR                                                                                  | 66th Street-Lincoln Center                        | local                                             | 1 2                                               | 27 d'octubre, 1904                                | |
|                                                                                                 | 59th Street-Columbus Circle                       | local                                             | 1 2                                               | 27 d'octubre, 1904                                | Eighth Avenue Line (A B C D ) |
|                                                                                                 | 50th Street                                       | local                                             | 1 2                                               | 27 d'octubre, 1904                                | |
| connexió de vies amb 42nd Street Shuttle (sense servei regular)                                 |                                                   |                                                   |                                                   |                                                   | |
| Accessible PMR                                                                                  | Times Square-42nd Street                          | all                                               | 1 2 3                                             | 3 de juny, 1917                                   | Flushing Line (7 <7>) Eighth Avenue Line A C E ) a 42nd Street-Port Authority Bus Terminal) Broadway Line (N Q R W ) 42nd Street Shuttle (S ) Port Authority Bus Terminal |
| Accessible PMR                                                                                  | 34th Street-Penn Station                          | all                                               | 1                                                 | 3 de juny, 1917                                   | Amtrak, LIRR, i N.J. Transit a Pennsylvania Station |
|                                                                                                 | 28th Street                                       | local                                             |                                                   | 1 de juliol, 1918                                 | |
|                                                                                                 | 23rd Street                                       | local                                             |                                                   | 1 de juliol, 1918                                 | |
|                                                                                                 | 18th Street                                       | local                                             |                                                   | 1 de juliol, 1918                                 | |
|                                                                                                 | 14th Street                                       | sempre                                            | 1                                                 | 1 de juliol, 1918                                 | Sixth Avenue Line (F V ) a 14th Street Canarsie Line (L ) a Sixth Avenue PATH a 14th Street                                                                               |
|                                                                                                 | Christopher Street-Sheridan Square                | local                                             |                                                   | 1 de juliol, 1918                                 | PATH a Christopher Street |
|                                                                                                 | Houston Street                                    | local                                             |                                                   | 1 de juliol, 1918                                 | |
|                                                                                                 | Canal Street                                      | local                                             |                                                   | 1 de juliol, 1918                                 | |
|                                                                                                 | Franklin Street                                   | local                                             |                                                   | 1 de juliol, 1918                                 | |
|                                                                                                 | Chambers Street                                   | all                                               | 1 2 3                                             | 1 de juliol, 1918                                 | |
| Vies exprés enllacen amb Brooklyn Branch (2 3 ); Vies locals continuen com a línia principal () |                                                   |                                                   |                                                   |                                                   | |
|                                                                                                 | Cortlandt Street                                  | local                                             |                                                   | 1 de juliol, 1918                                 | tancada des de 11 de setembre, 2001 |
|                                                                                                 | Rector Street                                     | local                                             |                                                   | 1 de juliol, 1918                                 | |
|                                                                                                 | South Ferry                                       | només outer loop                                  |                                                   | 1 de juliol, 1918                                 | Staten Island Ferry a South Ferry |
| Acaba la línia principal ()                                                                     |                                                   |                                                   |                                                   |                                                   | |
|                                                                                                 |                                                   |                                                   |                                                   |                                                   | |
| Brooklyn Branch (2 3 )                                                                          |                                                   |                                                   |                                                   |                                                   | |
|                                                                                                 | Park Place                                        | exprés                                            | 2 3                                               | 1 d'agost, 1918                                   | Eighth Avenue Line () a Chambers Street-World Trade Center PATH a World Trade Center                                                                                      |
|                                                                                                 | Fulton Street                                     | exprés                                            | 2 3                                               | 1 d'agost, 1918                                   | Lexington Avenue Line (4 5 ) Eighth Avenue Line () Nassau Street Line (J M Z )                                                                                            |
|                                                                                                 | Wall Street                                       | exprés                                            | 2 3                                               | 1 d'agost, 1918                                   | |
| Clark Street Tunnel                                                                             |                                                   |                                                   |                                                   |                                                   | |
|                                                                                                 | Clark Street                                      | exprés                                            | 2 3                                               | 15 d'abril, 1919                                  | |
| Accessible PMR                                                                                  | Borough Hall                                      | exprés                                            | 2 3                                               | 15 d'abril, 1919                                  | Eastern Parkway Line (4 5 ) Fourth Avenue Line (M N R ) |
| vies locals enllacen amb Eastern Parkway Line (2 3 )                                            |                                                   |                                                   |                                                   |                                                   | |